# Episodi di How to Marry a Millionaire (prima stagione)
La prima stagione della serie televisiva How to Marry a Millionaire è andata in onda negli Stati Uniti dal 7 ottobre 1957 al luglio 1958 in syndication.
| nº | Titolo originale          | Prima TV USA     |
| -- | ------------------------- | ---------------- |
| 1  | The Penthouse             | 7 ottobre 1957   |
| 2  | Subletting the Apartment  | 1957             |
| 3  | The Three Pretenders      | 21 ottobre 1957  |
| 4  | To Hock or Not to Hock    | 28 ottobre 1957  |
| 5  | It's a Dog's Life         | 9 dicembre 1957  |
| 6  | The Cruise                | 1957             |
| 7  | The Brat                  | 18 novembre 1957 |
| 8  | Loco the Heiress          | 1957             |
| 9  | Alias the Secretary       | 2 dicembre 1957  |
| 10 | The Sea Island Story      | 9 dicembre 1958  |
| 11 | Society Mother            | 1957             |
| 12 | Tom, Dick, and Harry      | 17 gennaio 1958  |
| 13 | Good Time Charlie         | 1958             |
| 14 | The Bird Man              | 30 gennaio 1958  |
| 15 | The Fourth Girl           | 14 gennaio 1958  |
| 16 | For the Love of Art       | 13 febbraio 1958 |
| 17 | The Playwright            | 1958             |
| 18 | Youth for the Asking      | 1958             |
| 19 | Loco Leaves Home          | 11 febbraio 1958 |
| 20 | The Maid                  | 1958             |
| 21 | Prince Kaudim Story       | 13 marzo 1958    |
| 22 | The Yachting Party        | 4 marzo 1958     |
| 23 | The Utterly Perfect Man   | 1958             |
| 24 | Loco and the Cowboy       | 10 aprile 1958   |
| 25 | Loco Vs Wall Street       | 1958             |
| 26 | A Call to Arms            | 24 aprile 1958   |
| 27 | For the Love of Mink      | 1958             |
| 28 | Operation Greta           | May 1958         |
| 29 | Loco Goes to Night School | 1958             |
| 30 | A Job for Jesse           | 1958             |
| 31 | Day in Court              | 19 giugno 1958   |
| 32 | A Man for Mike            | maggio 1958      |
| 33 | The Truthivac             | 1958             |
| 34 | The New Lease             | giugno 1958      |
| 35 | Situation Wanted          | 26 giugno 1958   |
| 36 | Loco and the Gambler      | 1958             |
| 37 | The Big Order             | luglio 1958      |
| 38 | The Shortstop             | luglio 1958      |
| 39 | Greta's Big Chance        | luglio 1958      |

## The Penthouse
- Prima televisiva: 7 ottobre 1957

### Trama
- Guest star: Leonard Bremen (Pete the Plunger), Jimmy Cross (Elevator Man), Dabbs Greer (Mr. Blandish), Jon Locke (Mr. Tom Brookman), Jack Mulhall (Well Dressed Man), Sid Tomack (Larry the Longshot)

## Subletting the Apartment
- Prima televisiva: 1957

### Trama
- Guest star: Peter Leeds (Vince), Alan DeWitt (Dave), Theodore Marcuse (Lennie), Art Lewis (Frank), Byron Foulger (Little man), Joseph Forte (cameriere)

## The Three Pretenders
- Prima televisiva: 21 ottobre 1957

### Trama
- Guest star: Morey Amsterdam (Mr. Jack Connors), Jan Arvan (cameriere), Gil Frye (Emile Braganza), John Hiestand (ammiraglio), Mauritz Hugo (Stranger), Gladys Hurlbut (Mrs. Larrimore), Joey Ray (Maitre D')

## To Hock or Not to Hock
- Prima televisiva: 28 ottobre 1957

### Trama
- Guest star: Joseph Kearns (Mr. Augustus P. Tobey), Charles Halton (Mr. Simmons), David McMahon (Furniture Mover), Frank Wilcox (Mr. Whitcomb), Carleton G. Young (Mr. Frank Jamison)

## It's a Dog's Life
- Prima televisiva: 9 dicembre 1957

### Trama
- Guest star: Dabbs Greer (amico/a di padre di Mr. Blandish), Wyndham Walham (Charles), Jimmy West (Harold), Larry White (Sanford Van Nostrom III)

## The Cruise
- Prima televisiva: 1957

### Trama
- Guest star: Paul Dubov (Steward), John Hubbard (Quinby), Richard Reeves (capitano Bligh), Benny Rubin (cameriere), Peter Walker (Mr. Prentiss)

## The Brat
- Prima televisiva: 18 novembre 1957

### Trama
- Guest star: Butch Bernard (Austin Beaumont Jr.), Brad Dexter (Wally Murcott), Robert Nichols (Austin Beaumont Sr.)

## Loco the Heiress
- Prima televisiva: 1957

### Trama
- Guest star: Jimmy Cross (Elevator Man), Dabbs Greer (Mr. Blandish), Theresa Harris (Irene), Ray Kellogg (Bronson), Jay Lawrence (Caterer), Ed Prentiss (Robert Crowder)

## Alias the Secretary
- Prima televisiva: 2 dicembre 1957

### Trama
- Guest star: Jimmy Cross (Jesse Fluge - the Elevator Man), Stephen Dunne (Steve), Harold Fong (cameriere), Robert Rockwell (Abner J. Harcourt)

## The Sea Island Story
- Prima televisiva: 9 dicembre 1958

### Trama
- Guest star: Tom Brown (Perry Leff), Tom Palmer (Jack Manning)

## Society Mother
- Prima televisiva: 1957

### Trama
- Guest star: Eleanor Audley (Gertrude Van Dyne), Kathryn Card (Mrs. Seaton), Charles Cooper (Tommy Seaton), Jonathan Hole (impiegato), Larry Kerr (Carstair), Ruth Perrott (Mrs. Hartley), Gilchrist Stuart (A Millionaire)

## Tom, Dick, and Harry
- Prima televisiva: 17 gennaio 1958

### Trama
- Guest star: Frank Griffin (Brooks Davis), Dean Harens (Tom Harrison)

## Good Time Charlie
- Prima televisiva: 1958

### Trama
- Guest star: Jim Hope (cameriere), Coulter Irwin (Charlie Conway), Joseph Kearns (Mr. Tobey), Al McGranary (Mr. Conway, Charlie)

## The Bird Man
- Prima televisiva: 30 gennaio 1958

### Trama
- Guest star: Jimmy Cross (Jesse), Joseph Kearns (Apartment Manager), William Swan (Paul Winthrop)

## The Fourth Girl
- Prima televisiva: 14 gennaio 1958

### Trama
- Guest star: Jo Wilder (Sally), Ed Kemmer (Bob Sherwin), John Culwell (Mr. Minniffee)

## For the Love of Art
- Prima televisiva: 13 febbraio 1958

### Trama
- Guest star: Jimmy Cross (Jesse), Werner Klemperer (Hugo), Dorothy Neumann (Landlady), Eric Sinclair (Arthur Barnes), Norma Varden (Mrs. Alma Teasely)

## The Playwright
- Prima televisiva: 1958

### Trama
- Guest star: Booth Colman (Tompkins), Jimmy Cross (Elevator Man), William Roerick (Shelarson)

## Youth for the Asking
- Prima televisiva: 1958

### Trama
- Guest star: Roxane Brooks (Laurel Manners), Charles La Torre, Louise Lorimer (Miss Wilcox), Fred Robbins (Barry Travers), Helen Spring

## Loco Leaves Home
- Prima televisiva: 11 febbraio 1958

### Trama
- Guest star: Jesslyn Fax (madre), Tod Griffin (Charles Biddle), Joseph Kearns (Mr. Tobey), Thomas Palmer (annunciatore), Maxine Semon (Hotel Maid), Billy Snyder (Nick), Ben Welden (cliente)

## The Maid
- Prima televisiva: 1958

### Trama
- Guest star: Dorothy Crehan (Hawkins), Helen Jay (Miss Carmichael), Joe Kirk (Eddie the Maid), Kate Drain Lawson (Margaret Waring), Linda Watkins (Nellie)

## Prince Kaudim Story
- Prima televisiva: 13 marzo 1958

### Trama
- Guest star: Anthony George (Bob), Dan Seymour (Punder), Luis Urbina (Prince Kaudim)

## The Yachting Party
- Prima televisiva: 4 marzo 1958

### Trama
- Guest star: Bob Hopkins (Silky Moran), Holly Bane (Chris), Paul Millard (Harold Doberly), Ray Walker (Scully)

## The Utterly Perfect Man
- Prima televisiva: 1958

### Trama
- Guest star: Jack Chefe (cameriere), Alma Mansfield (se stessa - Contestant), Lester Matthews (Conway), Gordon Mills (James Austen), Glen Turnbull (fotografo)

## Loco and the Cowboy
- Prima televisiva: 10 aprile 1958

### Trama
- Guest star: Isabelle Dwan (Kate), Don Hayden (Idaho Kirby), George O'Hanlon (Jack Connors)

## Loco Vs Wall Street
- Prima televisiva: 1958

### Trama
- Guest star: Gavin Gordon (Mr. Cameron), Joanna Lee, Eugene Persson

## A Call to Arms
- Prima televisiva: 24 aprile 1958

### Trama
- Guest star: Ted Knight (Bill Sutton), Don Shelton (Mr. Baxter)

## For the Love of Mink
- Prima televisiva: 1958

### Trama
- Guest star: Lloyd Corrigan (zio George), Joseph Kearns (Mr. Tobey), Richard Gittings (Salesman), Buddy Lewis (tassista), Norma Varden (Mrs. Alma Teasely)

## Operation Greta
- Prima televisiva: maggio 1958

### Trama
- Guest star: Mary Jane Carey (infermiera), Jimmy Cross (Elevator Man), Peter Hansen (dottor Harvey), Arthur Lovejoy (receptionist), Geraldine Wall (infermiera Ward), Cecil Weston (Woman in Elevator)

## Loco Goes to Night School
- Prima televisiva: 1958

### Trama
- Guest star: Richard Deacon (Kranz), Anthony Eisley (Sanford), Virginia Rose (Lady), Leon Tyler (Wagner)

## A Job for Jesse
- Prima televisiva: 1958

### Trama
- Guest star: John Bryant (dottor Strick), Donald Buka (Mr. Heyward), Aileen Carlyle (Mrs. Lowell), Jimmy Cross (Jesse Flouge, The Eleavtor Man)

## Day in Court
- Prima televisiva: 19 giugno 1958

### Trama
- Guest star: John Hoyt, Grandon Rhodes (giudice), Harvey Stephens, Dan Tobin (Mr. L. H. Lumfort)

## A Man for Mike
- Prima televisiva: maggio 1958

### Trama
- Guest star:

## The Truthivac
- Prima televisiva: 1958

### Trama
- Guest star: Charles Lane (Emil Quincy), Stafford Repp (P.D. Tompkins), Leonard Bell (Tucky Zahn), Kitty Dolan (Miss Kratner), Fred Essler (dottor Millmoss), George N. Neise (Douglas Brock)

## The New Lease
- Prima televisiva: giugno 1958

### Trama
- Guest star: Stacy Keach Sr. (Mr. Norton), Joseph Kearns (Mr. Augustus P. Tobey), Carter Mullally Jr. (Mr. Peabody)

## Situation Wanted
- Prima televisiva: 26 giugno 1958

### Trama
- Guest star: Don Shelton (Mr. Baxter)

## Loco and the Gambler
- Prima televisiva: 1958

### Trama
- Guest star: Vito Scotti (Jules), William Cassidy (Tom Gates), Jimmy Cross (Elevator Man), Maurice Hill (Mr. Vernon), Robin Raymond (Eloise)

## The Big Order
- Prima televisiva: luglio 1958

### Trama
- Guest star: Carlos Romero (Ramon Valdez), Chris Warfield (Tim McKesson), Howard Culver (Sid), Alphonse Martell (capitano of Waiters)

## The Shortstop
- Prima televisiva: luglio 1958

### Trama
- Guest star: William Bryant, James Dobson (Wally), Louis Quinn, Houseley Stevenson Jr. (Duke)

## Greta's Big Chance
- Prima televisiva: luglio 1958

### Trama
- Guest star: Booth Colman